# Pečatni cilindar
Pečatni cilindri  mali je cilindar duljine od 2 do 3 cm, ugraviran znakovima i/ili figurativnim scenama. Pečatni cilindri koristili su se u antici za otiskivanje dvodimenzionalnih površina, uglavnom mokre gline. Javljaju se u Babiloniji u prvoj polovici 3. tisućljeća pr. Kr. Iz Babilonije su se proširili po čitavoj Mezopotamiji.

## Vanjske poveznice
- a collection of seals and scarabs from international collectors and galleries, accompanied by an archeologist
- Seals on the Persepolis Fortification Tablets  Arhivirana inačica izvorne stranice od 25. ožujka 2013. (Wayback Machine) - by Mark B. Garrison and Margaret C. Root, at the Oriental Institute webpage  Arhivirana inačica izvorne stranice od 11. veljače 2011. (Wayback Machine)
- Cylinder seal of Pepi I Meryre. Serpentinite, click on pictures; (possibly not meant to be an 'Impression seal').
- Kassite, Seal Impression, Department of the History of Art, University of Pennsylvania
- Seal impressions-(High Res), (1 Seal), God/Symbols explanations.
- 3D development simulation of the Cylinder Seal of Ibni Sharrum by D. Pitzalis on YouTube.